# Yrjö Saarinen
Yrjö Vihtori Saarinen, född 13 december 1899 i Jyväskylä landskommun, död 9 januari 1958 i Hyvinge, var en finländsk målare. Han var en av de mest särpräglade gestalterna inom finländsk 1900-talskonst. 
Autodidakten Saarinen var en färgexpressionist av sällsynt slag; hans brist på teoretisk utbildning kompenserades av ett medfött, fint utvecklat formsinne, som tillät honom att behärska de svåraste kompositionsuppgifter. Han målade bland annat figurbilder (inte sällan med berättande, anekdotiskt innehåll), landskap och blomsterstycken med en fyllig och ibland bjärt kolorit samt med en säker, djärv penselföring. Hans produktion är något ojämn; den rymmer såväl ofullgångna arbeten som några av epokens främsta målningar. Hyvinge stad äger en representativ samling av hans konst. Han tilldelades Pro Finlandia-medaljen 1955.